# Therasea huachuca
Therasea huachuca là một loài bướm đêm trong họ Noctuidae.